# Metapocirtus listatus
Metapocirtus listatus är en insektsart som beskrevs av Costa 1834. Metapocirtus listatus ingår i släktet Metapocirtus och familjen dvärgstritar. Inga underarter finns listade i Catalogue of Life.